# جوول
جوول، (بالإنجليزية: Goole)‏، بلدة، وإبراشية أهلية، وميناء. تقع تقريباً 45 ميل (72 كـم) داخل البلاد على نهر أوس، في الدائرة الشرقية يوركشاير، إنجلترا والميناء «متعدد الاستخدامات بدرجة كبيرة»، فيسع ما يقرب من 3 ملايين طن من البضائع سنويا، مما يجعله واحد من أهم الموانئ على الساحل الشرقي لانكلترا.
جوول توأمة مع فلاتو، ببولندا (وكان تؤام مع روستوك، بألمانيا الشمالية في عام 1969 على الرغم من أن هذا يبدو أنه قد أنتهي). شكل جوول توأمة بشكل غير رسمي مع جبل طارق في الستينات، وفي ذلك الوقت أطلق اسم جوول علي ساحة جبل طارق، وأطلق اسم جبل طارق علي ساحة جوول.

## التاريخ
قام المهندس المدني كورنيليوس فيرميودين من هولندا بتحويل نهر الدون شمالا إلى نهر أوس، في 1626-9  لتجفيف المستنقع من هاتفيلد تشيس بناء على طلب من الملك تشارلز الأول، وهذا أيضا جعل الدون الأدنى مستوي صالح لملاحة المراكب الصغيرة، حتى ان حقول الفحم الحجري من جنوب يوركشاير تم نقلها إلى «جوول» عند المصب الجديد للدون (أو «النهر الهولندي») لتنقلها السفن المسافرة بحراً.
فتحت شركة آير وكالدر الملاحة قناتهم الواسعة من نوتنجلي في القطاع الشمالي من حقل الفحم في 1826 مع ثمانية أرصفة للشحن في جوول بالإضافة إلي بلدة تؤسسها شركة معمارية. أتاح هذ ظهور العديد من ابتكارات كبير المهندسين، وليام بارثولوميو في معالجة المواد. في عام 1863 قدم نظام توم بادينج للزوارق المستقلة، التي يمكن أن يحمل كل منها فحم إلي جميع الأنحاء 40 طن كبير (41,000 كـغ). وفي أحواض برثولوميو قدم الرافعات الكبيرة التي يمكنها أن رفع زوارق البودينج وتفريغها مباشرة في السفن المسافرة بحرا والتي تصدر الفحم إلى جميع أنحاء العالم. أستطاع ذلك منافسة السكك الحديدية، ودام أستخدامه حتى عام 1985.
الأقفال الثلاثة التي تحافظ على ثبات المياه في سبعة وثلاثين فدانا من الاحواض علي عمق ستة أمتار من خلال منع المستوى من الارتفاع والهبوط مع المد والجزر في نهر أوس. يجب أن تمر السفن والمراكب التي تدخل الميناء أولا عبر الأقفال. بمجرد أن تدخل السفينة هناك ثمانية أرصفة مرسي، مجموع أطوالها ثلاثة أميال، يمكن للسفينة أن ترسو عليها. بالإضافة إلى أن الاحواض سقائف انتقال حيث يتم تخزين البضائع، وكثير منها مجهزة بالرافعات العلوية. توفر جوول خدمات ملاحية منتظمة للبضائع إلى النرويج، السويد، فنلندا، ألمانيا، هولندا، بلجيكا، فرنسا، إسبانيا، المغرب وجنوب أفريقيا. وهناك أيضا التجارة على متن سفن مستأجرة من وإلى العديد من بلدان أخرى، بما في ذلك روسيا، الدنمارك، إيطاليا والبحر الأبيض المتوسط. يصل إلي غول شحنات من أجزاء أخرى من العالم مثل الولايات المتحدة الأمريكية، الصين وأستراليا من خدمات شحن من روتردام. عندما افتتح ميناء غول كانت قرية صغيرة جديدة تعداد سكانها حوالي 450 شخصا  الآن غول بلدة صغيرة يبلغ سكانها حوالي 18,000 نسمة.

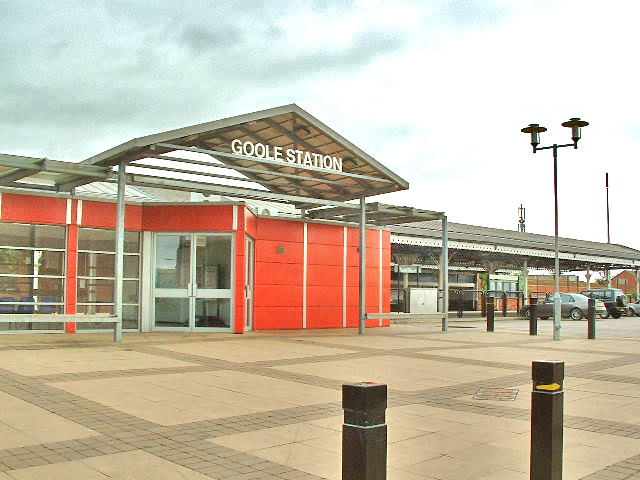
محطة سكة حديد جوول

قامت سكة حديد لانكشاير ويوركشاير، ببناء خط من بونتفركت ويكفيلد في عام 1848، وبنت السكة الحديدية الشمالية الشرقية المرتبطة بدونكاستر وهال في عام 1870. واستمر الازدهار الناتج من الفحم وتجارة البضائع العامة مع المنطقة الصناعية الغربية لمدة 150 سنة بعد افتتاح القنال. بعد فترة من الاعتراض، تم استبدال هذه الترتيبات بحاويات، لتصدير الفولاذ واستيراد الاخشاب من شمال شرق أوروبا. وما زال الحوضين الأصليين الذين بنيا عام 1826 إلى جانب ستة آخرين تم بناؤهم لاحقا، في حالة تشغيل كامل. تقع محطة سكة حديد جوول على خط شيفيلد - هال، وينتهي عندها خط بونتفركت
ينتج الزجاج والملابس في غول، وذلك هو محور نشاط المناطق الزراعية.

## الحكم
قبل إعادة تشكيل الحكم المحلي في عام 1974، التي قامت بها الحكومة المحلية لعام 1972، كانت جوول في الدائرة الغربية ليوركشاير. كانت في ذلك الحين تندرج ضمن مقاطعة بوثفيري التابعة لإقليم هامبرسايد الذي كان قد تم تشكيله حديثا، حتى ألغي هذا في عام 1996. وظلت جوول تابعة للدائرة الشرقية يوركشاير منذ عام 1996.ويمثلها ستة مستشارين في مجلس دائرة شرق يوركشاير.
تقع جوول حاليا في الدائرة الانتخابية البرلمانية لبريج، وجوول. يمثل الدائرة الانتخابية عضو برلماني واحد في مجلس العموم في المملكة المتحدة.

## خطط
منحت مجلس دائرة شرق يوركشاير التصريح من قبل لتنمية منطقة صناعية جديدة كبيرة في الأراضي المتاخمة للطريق السريع M62، على مشارف البلدة.
منذ أن بدأ العمل أجتذبت الأرض الصناعية، التي تعرف الآن باسم كابيتول بارك اثنين من كبار أصحاب العمل في هيئة صناعات جارديان، والذين قاموا ببناء مصنع زجاج وفرع لمحلات بقالة تيسكو العالمية والذين نجحوا في بناء مركز توزيع. ونتج عن وصول أصحاب العمل هؤلاء استحداث مئات من فرص العمل الجديدة.

## الرياضة
فريق غول الرئيسي لكرة القدم هو «اتحاد جول لكرة القدم»، وهو فريق البلدة الوحيد شبة المحترف، وحاليا يلعبون في التقسيم الأول الجنوبي بالإتحاد.

## وصلات خارجية
- دليل المعلومات لجوول
- متحف يوركشاير للطرق المائية
- موقع المجلس البلدي لجوول
- مستشفيات شمال لينكولنشير وجوول

### الرياضة
- فريق اتحاد جوول لكرة القدم
- موقع اتحاد الرجبي بجوول

### النقل
- الخدمات المحلية بين جوول وسكونثورب

### الصحف ووسائل الإعلام
- موقع التايمز لجوول
- موقع جوول للإرشاد السياحي نسخة محفوظة 23 فبراير 2011 على موقع واي باك مشين.

### الموانئ والنقل البحري
- اتحاد الموانئ البريطانية-- موقع جوول
- موقع هيئة مينائي جوول وهال
- ميناء جوول
- كل السفن التي بنيت في مَسفن جوول

### التعليمية
- موقع جامعة جوول

قالب:East Yorkshire
قالب:Yorkshire